# Cumminsiella mirabilissima

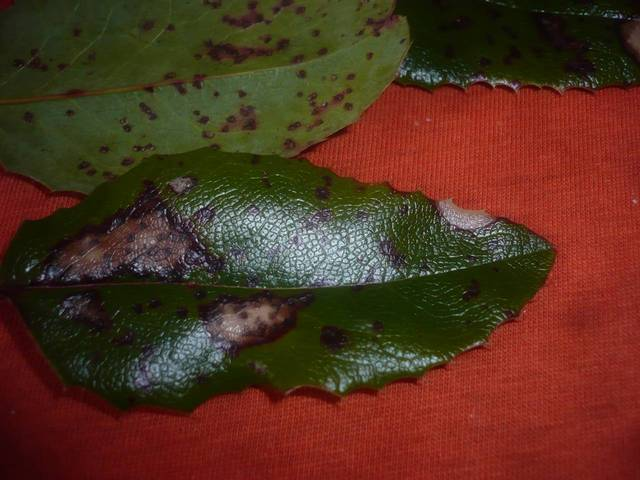
Porażone liście mahonii

Cumminsiella mirabilissima (Peck) Nannf. – gatunek grzybów z rodziny rdzowatych (Pucciniaceae). Pasożyt niektórych gatunków roślin z rodzaju berberys i mahonia. W Polsce występuje tylko na mahonii pospolitej, wywołując u niej chorobę zwaną rdzą mahonii. 

## Systematyka i nazewnictwo
Pozycja w klasyfikacji według Index Fungorum: Uromyces, Pucciniaceae, Pucciniales, Incertae sedis, Pucciniomycetes, Pucciniomycotina, Basidiomycota, Fungi.
Po raz pierwszy zdiagnozował go w 1881 r. Charles Horton Peck nadając mu nazwę Puccinia mirabilissima. Obecną, uznaną przez Index Fungorum nazwę nadał mu John Axel Nannfeldt w 1947 r.
Synonimy:
- Coeomurus sanguineus (Peck) Kuntze 1898
- Cumminsiella sanguinea (Peck) Arthur 1933
- Dicaeoma mirabilissimum (Peck) Kuntze 1898
- Puccinia mirabilissima Peck 1881
- Uromyces sanguineus Peck 1879
- Uropyxis mirabilissima Magnus 1892
- Uropyxis sanguinea Arthur 1907

## Morfologia icykl życiowy
Rdza jednodomowa – cały jej cykl życiowy odbywa się bez zmiany żywiciela. Rdza pełnocyklowa, wytwarzająca wszystkie typowe dla rdzowców rodzaje zarodników.
Spermogonia (pyknidia) żółte na obydwu stronach porażonych liści w zwartych, kolistych grupkach. Pojedyncze ma średnicę  25–28 × 25–27 μm. spermacja hialinowe, elipsoidalne do jajowatych, o rozmiarach 5–7 × 3–4 μm. Ecja żółtopomarańczowe na dolnej stronie liści, kubkowate, w zwartych grupach o kolistym kształcie. Ecjospory kuliste do elipsoidalnych, o rozmiarach 15–24 × 13–21 μm. Mają hialinową ścianę o grubości 1,0–1,5 μm i 3–5 por rostkowych o średnicy 3–5 μm. Pokryte są brodawkami o wysokości 0,5 μm. Uredinia na obydwu stronach liści, ale głównie na dolnej, rozproszone, jasnobrązowe, grudkowate. Urediniospory odwrotnie jajowate, gruszkowate lub maczugowate, o rozmiarach 20–40 (–45) × 16–28 μm. Mają bladożółtą ścianę o grubości 0,7–2,0 μm na bokach i do 3 μm na wierzchołku. Pokryte są brodawkami o wysokości 0,5 do 1,0 μm i mają 3–4 równikowe pory rostkowe z bladymi, płytkimi kapturkami. Telia ciemnobrązowe, powstające z urediniów. Teliospory 2–komórkowe, szeroko elipsoidalne, o zaokrąglonych końcach, rozmiarach 22–42(–44) × 18–30 μm, wyraźnie zwężone na przegrodzie. Zewnętrzna warstwa ich ściany komórkowej jest pomarańczowo-brązowa, o grubości 1,0–2,0 μm, wewnętrzna jaśniejsza, o grubości 0,5–1,0 μm, ale wokół porów ma grubość do 3,0 μm. Powierzchnia teliospor pokryta brodawkami o wysokości 0,3–0,7 μm i średnicy  0,5–1,0 μm. W każdej komórce teliospory 2 pory rostkowe. Trzonek hialinowy, trwały, o długości do 150 μm. 

## Występowanie
Cumminsiella mirabilissima pochodzi z Ameryki Północnej. Do Europy została zawleczona wraz z sadzonkami roślin we wczesnych latach dwudziestych XX wieku. Obecnie w Europie jest szeroko rozprzestrzeniona. W Polsce występuje pospolicie, tylko na mahonii pospolitej (Mahonia aquifolium).
Jej żywicielami są: Mahonia repens,  Berberis aquifolium (synonim: Mahonia aquifolium), Mahonia japonica